# Néstor Salazar
Néstor Salazar (Palmira, Valle del Cauca, Colombia; 19 de diciembre de 1973), popularmente conocido como Palmira Salazar, es un exfutbolista colombiano. Jugaba como delantero.
Comparte junto a Wilson Cano un récord peculiar, los dos son los futbolistas Colombianos que jugaron en más equipos los dos jugaron en 17 equipos Palmira los hizo en 3 países mientras que Wilson lo hizo en 4 países.

## Trayectoria
Néstor Salazar comenzó su carrera como futbolista en el Expreso Palmira F. C., club de la Segunda División del fútbol colombiano. Pero fue en su paso por Cortuluá donde se empezó a destacar como un goleador, definidor del área.
Su primer título como futbolista fue en el año 2000, con América de Cali, club en el que tuvo un importante paso que le sirvió como trampolín para jugar al año siguiente con Atlético Nacional y en 2002 al fútbol argentino en Gimnasia y Esgrima de La Plata, donde no tuvo mayor continuidad.
Salazar regresó a Colombia para jugar con el recién ascendido Centauros Villavicencio, club con el que clasificó a los cuadrangulares semifinales del Torneo Apertura 2003. Es muy recordada una jugada en la que él lesionó al arquero de Millonarios Héctor Burguez. Luego que Centauros descendiera a la Segunda División, Salazar cambio de equipo una vez más.
Seis meses en Atlético Nacional, por arrojar la camiseta verdiblanca la hinchada jamás se lo perdonó, quedó marcado como una persona indeseable en el club. De regreso a América de Cali, para después, en el Torneo Finalización 2005 hacer parte de Deportivo Pereira. Dos años sin mayor trascendencia para él pasaron en Deportivo Quito y Deportes Quindío. 
En el Torneo Apertura 2007, Boyacá Chicó comenzó a ser el club de 'Palmira', donde se había consolidado como pieza fundamental del plantel. En 2008 participó de la primera fase de la Copa Libertadores, donde fueron eliminados por Audax Italiano.
Al final del Torneo Apertura, Salazar logró su segundo título como futbolista, esta vez con el equipo 'Ajedrezado' luego de superar en una apretada final al América de Cali. Al final del año, Salazar junto a otros jugadores, finalizaron contrato con el club boyacense.
Posteriormente, en 2009, Salazar fue contratado por el Deportivo Pasto, luego de tener opciones con el Depor Aguablanca y el Cortuluá de la Primera B. Luego de no tener continuidad con el equipo pastuso en el Torneo Apertura, Salazar sale del club y es contratado por el Real Cartagena. Para el Torneo Finalización 2010, Salazar cambia de equipo para jugar con el club bogotano Santa Fe. Sale a final del torneo. Luego de su fugaz paso por Santa Fe y cerca de su retiro, el atacante aceptó el ofrecimiento del mánager de Itagüí Diitaires, José Fernando Salazar, que fue su compañero en Atlético Bucaramanga en 1995, para vestirse de dorado en la temporada 2011.
Ahora está concentrado en sus hijos Camilo Salazar y Leandro Salazar que estudian en la Institución Educativa Cardenas Mirriñao en Palmira.
A mediados de 2011 fundó en la ciudad de Palmira una escuela de fútbol llamada Club Deportivo Academia "Palmira" Salazar, ya con muchos trofeos de diferentes categorías.

## Clubes
| Club                    | País      | Año         | Goles |
| ----------------------- | --------- | ----------- | ----- |
| Expreso Palmira         | Colombia  | 1994        | ?     |
| Atlético Bucaramanga    | Colombia  | 1995        | ?     |
| Deportivo Cali          | Colombia  | 1995        | ?     |
| Cortuluá                | Colombia  | 1996 - 1999 | 38    |
| América de Cali         | Colombia  | 2000        | 19    |
| Atlético Nacional       | Colombia  | 2001        | 12    |
| Junior de Barranquilla  | Colombia  | 2002        | 5     |
| Gimnasia y Esgrima LP   | Argentina | 2002        | 1     |
| Centauros Villavicencio | Colombia  | 2003        | 10    |
| Atlético Nacional       | Colombia  | 2004        | 4     |
| América de Cali         | Colombia  | 2004 - 2005 | 8     |
| Deportivo Pereira       | Colombia  | 2005        | 9     |
| Deportivo Quito         | Ecuador   | 2006        | 3     |
| Deportes Quindío        | Colombia  | 2006        | 4     |
| Boyacá Chicó            | Colombia  | 2007 - 2008 | 25    |
| Deportivo Pasto         | Colombia  | 2009        | 0     |
| Real Cartagena          | Colombia  | 2009 - 2010 | 11    |
| Santa Fe                | Colombia  | 2010        | 2     |
| Itagüí Ditaires         | Colombia  | 2011        | 1     |

## Palmarés

### Campeonatos nacionales
| Título           | Club            | País     | Año  |
| ---------------- | --------------- | -------- | ---- |
| Primera División | América de Cali | Colombia | 2000 |
| Torneo Apertura  | Boyacá Chicó    | Colombia | 2008 |